# El tranvía
El tranvía (en hangul: 트롤리; RR: Teurolli) es una serie de televisión surcoreana dirigida por Kim Mun-kyo y protagonizada por Kim Hyun-joo y Park Hee-soon.  Se emitió desde el 19 de diciembre de 2022 hasta el 14 de febrero de 2023 por el canal SBS, los lunes y martes a las 22:00 (hora local coreana). También está disponible en la plataforma Netflix para todo el mundo.

## Sinopsis
Una tragedia repentina expone la vida privada de la esposa de un miembro de la Asamblea Nacional surcoreana, y la obliga a hacer frente a secretos familiares y un pasado tormentoso.

## Reparto

### Principal
- Kim Hyun-joo como Kim Hye-joo, la esposa de un miembro de la Asamblea Nacional, que ha vivido una vida tranquila ocultando su pasado. Dirige un taller de restauración de libros.[3]
  - Jung Yi-joo como Kim Hye-joo de joven.[4]
- Park Hee-soon como Nam Joong-do, un miembro de la Asamblea Nacional con un futuro prometedor, que está a punto de presentarse candidato para su tercera legislatura.[5]
  - Kim Soo-oh como el joven Nam Joong-do.[6]
- Kim Mu-yeol como Jang Woo- jae, el asistente principal de Nam Joong-do, que antepone la carrera política de este a cualquier otra consideración.[7]
- Jung Soo-bin como Kim Soo-bin, la novia de Nam Ji-hoon, hija de padres divorciados, que se presenta en casa de Hye-joo y Joong-do tras la muerte de aquel.[1]

### Secundario

#### Familia y amigos de Hye-joo
- Choi Myung-bin como Nam Yoon-seo, hija de Nam Joong-do y Kim Hye-joo. Una estudiante de segundo curso brillante, con las notas más altas de su escuela.[8]
- Seo Jeong-yeon como Hyun Yeo-jin, amiga íntima de Kim Hye-joo.[9]
- Jung Taek-hyeon como Nam Ji-hoon, el hijo de Nam Joong-do e hijastro de Kim Hye-joo, que fue encontrado muerto.[10]

#### Asistentes en la Asamblea Nacional
- Yoon Sa-bong como Kim Bit-na, una mujer que entró a trabajar en la Asamblea Nacional como secretaria de grado 9 y ha subido al grado 5.[11]
- Jung Soon-won como Min-seok, asistente de Nam Joong-do, con el que colaboró en su última campaña electoral.[12]
- Choi Soo-im como Choi Ja-young, una recién graduada a la que interesa la política y que solicitó ser secretaria administrativa de noveno grado de Nam Joong-do.[13]
- Lee Jae-goo como Park Doo-seop, asistente de grado 7.
- Lee Chang-won como Lee Kang-ho, el más joven de los asistentes y uno de los pocos masculinos.
- Lee Yang-hee como Yoo Un-gyu, asistente a tiempo completo en la oficina regional de Jungdo en Jichung-dong. Está muy insatisfecho con Hye-joo, porque no participa en actividades de propaganda.
- Joo Seung-min como Lee Sung-hun, secretaria en la oficina regional.
- Shin Chae-young como Jo Yeon-woo, secretaria en prácticas que fue contratada hace un año y medio.

#### Yeongsan
- Ryu Hyun-kyung como Jin Seung-hee, amiga de la escuela secundaria de Kim Hye-joo y esposa de un político.[14]
  - Oh Yu-jin como Jin Seung-hee de joven.[15]
- Ki Tae-young como Choi Ki-young, el esposo de Jin Seung-hee.[16]
- Gil Hae-yeon como Lee Yoo-shin, la madre de Seung-hee y cuñada de Kang Soon-hong, miembro de la Asamblea Nacional.[17][18]
- Lee Min-jae como Jin Seung-ho, el fallecido hermano gemelo de Seung-hee.[19]

#### Miembros de la Asamblea Nacional
- Kim Mi-kyung como Woo Jin-seok, miembro de la Asamblea Nacional, una exjueza que ha ascendido a la posición de líder del partido.[20]
- Jang Gwang como Kang Soon-hong, miembro de la Asamblea Nacional del Partido Popular Patriótico, que entró en política gracias al apoyo de la familia de su mujer y ha devuelto ese apoyo con su actividad legislativa.[21]

#### Otros
- Lim Chul-hyung como el padre de Seung-gyu.[22]
- Won Mi-Won como Cho Gwi-Soon, propietaria de un molino de aceite en el vecindario de Hyeju.[23]
- Kang Ji-woo como Kwon Da-som, la mejor amiga de Yoon-seo, con la que comparte todos los secretos, excepto uno que no puede contarle ni siquiera a ella.
- Kim Gyun-ha (desde el ep. 9).[24]
- Baek Ji-won como una cliente que va al taller de reparación de libros con su hijo (capítulo 9).
- Oh Min-ae como una empleada del centro de bienestar para mayores.

- Park Jeong-eon como un profesor de Hye-joo durante la escuela secundaria.

## Producción
El papel de Kim Soo-bin iba a ser interpretado por Kim Sae-ron, según se anunció en un primer momento; sin embargo, la actriz renunció el 19 de mayo de 2022 tras haber tenido un accidente el día anterior cuando conducía con una tasa de alcohol superior a la norma. El 2 de junio sucesivo se anunció que la actriz Jung Soo-bin había recibido una oferta para participar en la serie, hecho que fue confirmado por su agencia. El 7 de septiembre fue confirmada para el personaje de Kim Soo-bin en sustitución de Kim Sae-ron.
El mismo 7 de septiembre la compañía productora lanzó un tráiler de la serie.

## Audiencia
| Temporada | Temporada | Episodio número | Episodio número | Episodio número | Episodio número | Episodio número | Episodio número | Episodio número | Episodio número | Episodio número | Episodio número | Episodio número | Episodio número | Episodio número | Episodio número | Episodio número | Episodio número | Promedio |
| Temporada | Temporada | 1               | 2               | 3               | 4               | 5               | 6               | 7               | 8               | 9               | 10              | 11              | 12              | 13              | 14              | 15              | 16              | Promedio |
| --------- | --------- | --------------- | --------------- | --------------- | --------------- | --------------- | --------------- | --------------- | --------------- | --------------- | --------------- | --------------- | --------------- | --------------- | --------------- | --------------- | --------------- | -------- |
|           | 1         | 795             | 728             | —               | 620             | —               | —               | 756             | 624             | 719             | 625             | —               | 551             | —               | 659             | 749             | 716             | —        |

| Episodio | Fecha de emisión        | Índices de audiencia (Nielsen Korea) | Índices de audiencia (Nielsen Korea) |
| Episodio | Fecha de emisión        | Nacional                             | Seúl                                 |
| --- | ----------------------- | ------------------------------------ | ------------------------------------ |
| 1 | 19 de diciembre de 2022 | 4,6 % (19.ª)                         | 4,7 % (NR)                           |
| 2 | 20 de diciembre de 2022 | 4,5 % (15.ª)                         | 5,1 % (9.ª)                          |
| 3 | 26 de diciembre de 2022 | 3,8 % (21.ª)                         | 4 % (18.ª)                           |
| 4 | 27 de diciembre de 2022 | 3,6 % (18.ª)                         | 3,9 % (18.ª)                         |
| 5 | 2 de enero de 2023      | 3,9 % (20.ª)                         | 4,7 % (15.ª)                         |
| 6 | 3 de enero de 2023      | 3,5 % (20.ª)                         | 4,2 % (15.ª)                         |
| 7 | 9 de enero de 2023      | 4,2 % (17.ª)                         | 4,9 % (13.ª)                         |
| 8 | 10 de enero de 2023     | 3,7 % (18.ª)                         | 4 % (16.ª)                           |
| 9 | 16 de enero de 2023     | 4,4 % (17.ª)                         | 4,9 % (14.ª)                         |
| 10 | 17 de enero de 2023     | 3,3 % (20.ª)                         | 3,3 % (20.ª)                         |
| 11 | 30 de enero de 2023*    | 3,3 % (22.ª)                         | 3,7 % (18.ª)                         |
| 12 | 31 de enero de 2023*    | 3,5 % (19.ª)                         | 3,9 % (17.ª)                         |
| 13 | 6 de febrero de 2023    | 3,6 % (21.ª)                         | 4,3 % (15.ª)                         |
| 14 | 7 de febrero de 2023    | 3,6 % (18.ª)                         | 3,9 % (15.ª)                         |
| 15 | 13 de febrero de 2023   | 4,2 % (16.ª)                         | 4,7 % (13.ª)                         |
| 16 | 14 de febrero de 2023   | 4,2 % (15.ª)                         | 4,7 % (8.ª)                          |
| Promedio | Promedio                | 3,9 %                                | 4,3 %                                |
| - En la tabla superior, aparecen en azul los índices más bajos, y en rojo los más altos. - (*) Los episodios 11 y 12 se aplazaron al 30 y 31 de enero debido a las fiestas del Año nuevo lunar. |                         |                                      |                                      |